# Elminzur
Elminzur (em grego: Ελμινζούρ; romaniz.: Elminzoúr) foi um oficial bizantino de origem huna do século VI, ativo durante o reinado do imperador Justiniano (r. 527–565).

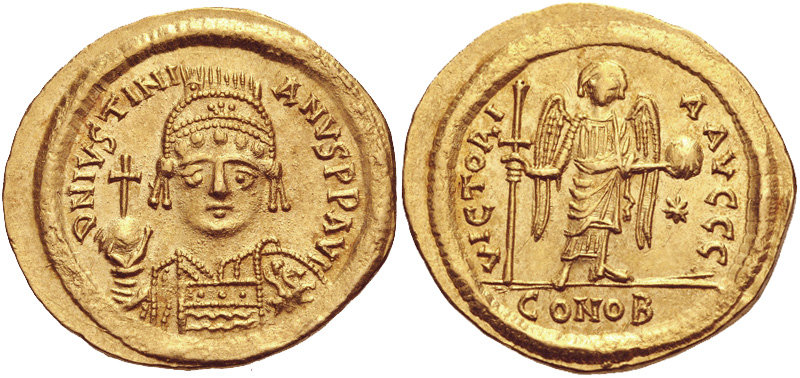
Soldo de Justiniano r.

## Vida
Elminzur apareceu no relato de Agátias em 556, quando servia em Lázica como taxiarca sob o general Justino. É incerto qual era seu ofício no contexto, mas os estudiosos da PIRT sugeriram que fosse conde dos assuntos militares. No verão de 556, Justino enviou-o com 2 mil cavaleiros de Neso a Rodópolis com intuito de recapturá-la do Império Sassânida. Surpreendeu a guarnição persa e tomou a cidade rapidamente. Permitiu que os habitantes permanecessem, mas tomou reféns e restaurou Rodópolis aos domínios do Império Bizantino.

## Identidade e etimologia
Vários autores associam Elminzur ao oficial huno Elmíngiro, ativo pela mesma época em Lázica. Para eles, essa possibilidade reside na semelhança entre seus nomes (ambos iniciam com elmin) e na improvabilidade de haver dois oficiais de nomes tão similares comandando na mesma região. A diferença das terminações pode refletir meramente uma promoção nas fileiras do exército: especula-se que geir e zur sejam os equivalentes turcomanos para tribuno e duque. Maenchen-Helfen sugeriu que a forma reconstruída do nome desse oficial foi *Elmingir. Segundo ele, é um nome composto pelo tungúsico elmin, "pequeno cavalo", que pode ser vista como a única palavra tungúsica incorporada na língua dos hunos. El parece ser el, al ou il, "reino".